# La leggenda di Earthsea
La leggenda di Earthsea (Earthsea) è una miniserie televisiva canadese del 2004 diretta da Robert Lieberman. La serie, di ambientazione fantasy, è tratta dai racconti di Ursula K. Le Guin.

## Trama
Ged è un giovane aspirante mago figlio di un fabbro. Salvato dal potente mago Ogion, diventa il suo apprendista, ma a causa della propria impazienza decide di trasferirsi nella scuola di magia dell'Arcimago. Durante una sfida con Jasper libera un Gebbeth, creatura malvagia che lo perseguiterà per ucciderlo.

## Produzione
La serie è stata girata a Vancouver in Canada. La recensione di The Ultimate Encyclopedia of Fantasy ha stroncato duramente la trasposizione dei racconti della Le Guin, in quanto la miniserie stravolgerebbe le caratteristiche dei personaggi, stereotipandoli, e ne banalizzerebbe la trama. Anche il sito web Moria afferma che alcuni concetti su cui si basano i romanzi originari vengono rovesciati o trattati in modo poco accurato. La Le Guin stessa si è espressa in merito al trattamento ricevuto dai suoi racconti e al suo rapporto con la produzione stessa della serie.